# Coup du sort
Coup du sort (Theef) est le 14e épisode de la saison 7 de la série télévisée X-Files. Dans cet épisode, Mulder et Scully cherchent à protéger un médecin et sa famille de la vengeance d'un homme utilisant une variante de sorcellerie vaudou.
L'épisode, dont le scénario a été écrit dans l'urgence, a obtenu des critiques plutôt favorables et a remporté un Emmy Award.

## Résumé
Dans le comté de Marin, le docteur Irving Thalbro passe la nuit chez son beau-fils, le docteur Robert Wieder, et est retrouvé pendu par ce dernier, le mot « Theef » (Thief, « voleur » en français, mal orthographié) étant écrit avec son sang sur un mur. Mulder et Scully s'intéressent à l'affaire, Mulder relevant sur les lieux des ingrédients utilisés en magie noire. L'autopsie révèle que Thalbro était atteint de la maladie de kuru, provoquant la démence et jamais répertoriée jusqu'alors sur le sol américain. C'est ensuite l'épouse du docteur Wieder qui est atteinte d'une maladie de la peau très rare. Mulder pense que ces maladies sont insufflées à distance par envoûtement.
Orell Peattie, le responsable de ces envoûtements, vient provoquer Wieder, qu'il estime responsable de la mort de sa fille. Plus tard, lors d'une IRM, l'épouse de Wieder est brûlée vive, Peattie ayant causé sa mort en plaçant une sorte de poupée vaudou dans un four à micro-ondes. Des recherches sur les patients à l'identité inconnue que Wieder a soignés permettent de trouver une Lynette Peattie, morte à la suite d'un accident de la route après que Wieder, la sachant condamnée, lui eut donné une dose létale de morphine pour calmer ses douleurs.
Mulder et Scully mettent Wieder et sa fille à l'abri dans un endroit isolé. En s'introduisant chez lui, la propriétaire de Peattie trouve le cadavre de sa fille, qui est un élément essentiel pour la réalisation de ses envoûtements. Peattie lui lance alors un sort qui dévore sa chair. Entendant parler du cas, Mulder se rend chez Peattie mais n'y trouve que le cadavre de sa fille, auquel Peattie a enlevé la tête. Pendant ce temps, Scully protège Wieder et sa fille. Peattie aveugle Scully, en enfonçant des épingles dans les yeux d'une poupée la représentant, et s'en prend ensuite à Wieder, prétendant qu'il aurait pu soigner sa fille si Wieder l'avait maintenu en vie assez longtemps pour qu'il puisse arriver sur place. Revenu sur les lieux, Mulder trouve la poupée et enlève les épingles, permettant à Scully de voir à nouveau et de tirer sur Peattie. Dans la chambre d'hôpital de Peattie, désormais dans le coma, Mulder et Scully se demandent s'il aurait vraiment pu soigner sa fille grâce à ses pouvoirs.

## Distribution
- David Duchovny : Fox Mulder
- Gillian Anderson : Dana Scully
- Billy Drago : Orell Peattie
- James Morrison : le docteur Robert Wieder
- Kate McNeil : Nan Wieder
- Cara Jedell : Lucy Wieder
- Tom Dahlgren : le docteur Irving Thalbro

## Production
Juste avant la pause de Noël, un scénario qui était programmé pour la 2e partie de la saison est finalement annulé. Vince Gilligan, John Shiban et Frank Spotnitz se réunissent alors pour écrire un script dans l'urgence en prenant comme thème l'opposition entre la médecine moderne et les arts magiques. Les trois hommes commencent à élaborer une histoire sur le fait de parvenir à se débarrasser de quelque chose dont il est apparemment impossible de se libérer mais ils éprouvent des difficultés à développer l'intrigue, qui se transforme alors progressivement en une histoire de vengeance avec une situation similaire à celle du film Les Nerfs à vif (1962).
Billy Drago, dont le fils Darren E. Burrows avait été engagé pour jouer un rôle important dans l'épisode Lundi de la saison précédente, est choisi pour le rôle du méchant de l'épisode. James Morrison, qui interprète le docteur Wieder, a pour sa part joué auparavant dans un épisode de la série Millennium.
Le réalisateur Kim Manners confie que le tournage de l'épisode a été difficile en raison d'une préparation insuffisante, très peu de temps s'étant passé entre la transmission du scénario et le tournage, mais que le « très bon » montage a permis de sauver l'épisode. Malade, Manners doit par ailleurs être remplacé pendant une journée de tournage par Rob Bowman. L'équipe de production se montre particulièrement satisfaite du maquillage de Billy Drago, dont l'aspect est rendu très inquiétant tout en restant réaliste.

## Accueil

### Audiences
Lors de sa première diffusion aux États-Unis, l'épisode réalise un score de 7,4 sur l'échelle de Nielsen, avec 11 % de parts de marché, et est regardé par 11,91 millions de téléspectateurs. La promotion télévisée de l'épisode est réalisée avec le slogan « Voodoo curse? Tonight, the dark powers of black magic have chosen their next victim... Agent Scully » (en français « Malédiction vaudou ? Ce soir, les sombres pouvoirs de la magie noire ont choisi leur prochaine victime... l'agent Scully »).

### Accueil critique
L'épisode reçoit un accueil plutôt favorable de la critique. Parmi les critiques positives, Rich Rosell, du site Digitally Obsessed, lui donne la note de 4/5. Todd VanDerWerff, du site The A.V. Club, lui donne la note de B+. Dans son livre, Tom Kessenich estime que même si le thème du vaudou « n'est pas vraiment original », la confrontation entre la médecine moderne et la magie est bien utilisée. Paula Vitaris, de Cinefantastique, lui donne la note de 2,5/4.
Du côté des critiques mitigées, Robert Shearman et Lars Pearson lui donnent dans leur livre sur la série la note de 2,5/5. Le site Le Monde des Avengers lui donne la note de 2/4.
Le personnage d'Orell Peattie est régulièrement cité parmi les « monstres de la semaine » les plus marquants de la série. Louis Peitzman, du site Buzzfeed, le classe à la 20e place des monstres les plus effrayants de la série. Pour le magazine TV Guide, il compte également parmi les monstres les plus effrayants de la série.

### Distinctions
L'épisode remporte en 2000 l'Emmy Award du meilleur maquillage pour une série et est nommé dans la catégorie de la meilleure composition musicale pour une série.